# Bockenau
Bockenau ist eine Ortsgemeinde im Landkreis Bad Kreuznach in Rheinland-Pfalz. Sie gehört der Verbandsgemeinde Rüdesheim an.

## Geographie
Bockenau liegt am Südrand des Hunsrücks im Tal des Ellerbachs am 380 Meter hohen Wingertsberg und ist umschlossen von der Soonwald-Vorstufe, deren höchste Erhebung der Ellerspring mit 657 m ü. NHN ist, wo auch der Ellerbach entspringt, der Bockenau durchfließt. Der Ort liegt somit geographisch im landschaftlich interessanten und großteils unberührten Gauchswald. Für das Gesamtensemble existiert die Landschaftsbezeichnung Bockenauer Schweiz, die sich auch in dem Namen des Sport- und Veranstaltungszentrums des Dorfes widerspiegelt.
Zu Bockenau gehören die Wohnplätze Bockenauer Schweiz und Lindenhof.
Nachbargemeinden sind Allenfeld, Sponheim, Burgsponheim, Waldböckelheim, Daubach, Rehbach und Winterburg.

## Geschichte
Spätestens seit dem 12. Jahrhundert gehörte Bockenau zur Grafschaft Sponheim und damit zu deren ältesten Besitzungen. Diese geschichtlichen Bezüge können auf einem Themenwanderweg, dem Sponheimer Weg, erkundet werden. Die Ursprünge der Siedlung gehen jedoch noch viel weiter zurück. Bei der Erschließung des Neubaugebietes In der Bein wurden Fundamente einer römischen Villa aus dem dritten Jahrhundert n. Chr. gefunden – dies wurde durch Münzen nachgewiesen.
Auf dem Gelände des im Gemeindebereich befindlichen Campingplatzes Bockenauer Schweiz und der Siedlung Daubacher Brücke (zwischen Winterburg und Bockenau) befand sich im Mittelalter Nunkirchen, ein Gehöft mit einer Kirche, das sich im Besitz von Jutta von Sponheim befand.
Bevölkerungsentwicklung
Die Entwicklung der Einwohnerzahl von Bockenau, die Werte von 1871 bis 1987 beruhen auf Volkszählungen:
| Jahr | Einwohner |
| ---- | --------- |
| 1815 | 567       |
| 1835 | 842       |
| 1871 | 938       |
| 1905 | 1.005     |
| 1939 | 836       |
| 1950 | 1.016     |
| 1961 | 1.003     |

| Jahr | Einwohner |
| ---- | --------- |
| 1970 | 1.058     |
| 1987 | 1.117     |
| 1997 | 1.225     |
| 2005 | 1.252     |
| 2011 | 1.261     |
| 2017 | 1.218     |
| 2023 | 1.188     |

## Politik

### Bürgermeister
Ortsbürgermeister ist Jürgen Klotz. Bei der Kommunalwahl am 26. Mai 2019 wurde er mit einem Stimmenanteil von 90,83 % in seinem Amt bestätigt. Bei der Direktwahl am 9. Juni 2024 wurde Klotz mit 87,0 % der Stimmen erneut wiedergewählt.

## Kultur und Sehenswürdigkeiten
In Bockenau gibt es eine Grundschule sowie ein aktives Vereinsleben, das sich in der neuen Bockenauer Schweiz Halle manifestiert. Am Ortseingang Süd befindet sich ein Kleinbahnmuseum unter freiem Himmel. Zu entdecken und besteigen gibt es zwei von Krauss-Maffei gebaute Schmalspur-Dampflokomotiven, darunter eine des Typs ÖBB 998, samt restauriertem Waggon und einem typischen Wärterhäuschen inklusive großem Signalmast aus der damaligen Zeit. Die Kreuznacher Kleinbahn verkehrte von 1896 bis 1936 zwischen Winterburg und Bad Kreuznach.
Siehe auch:
- Liste der Kulturdenkmäler in Bockenau
- Liste der Naturdenkmale in Bockenau

Kulturdenkmäler (Auswahl)
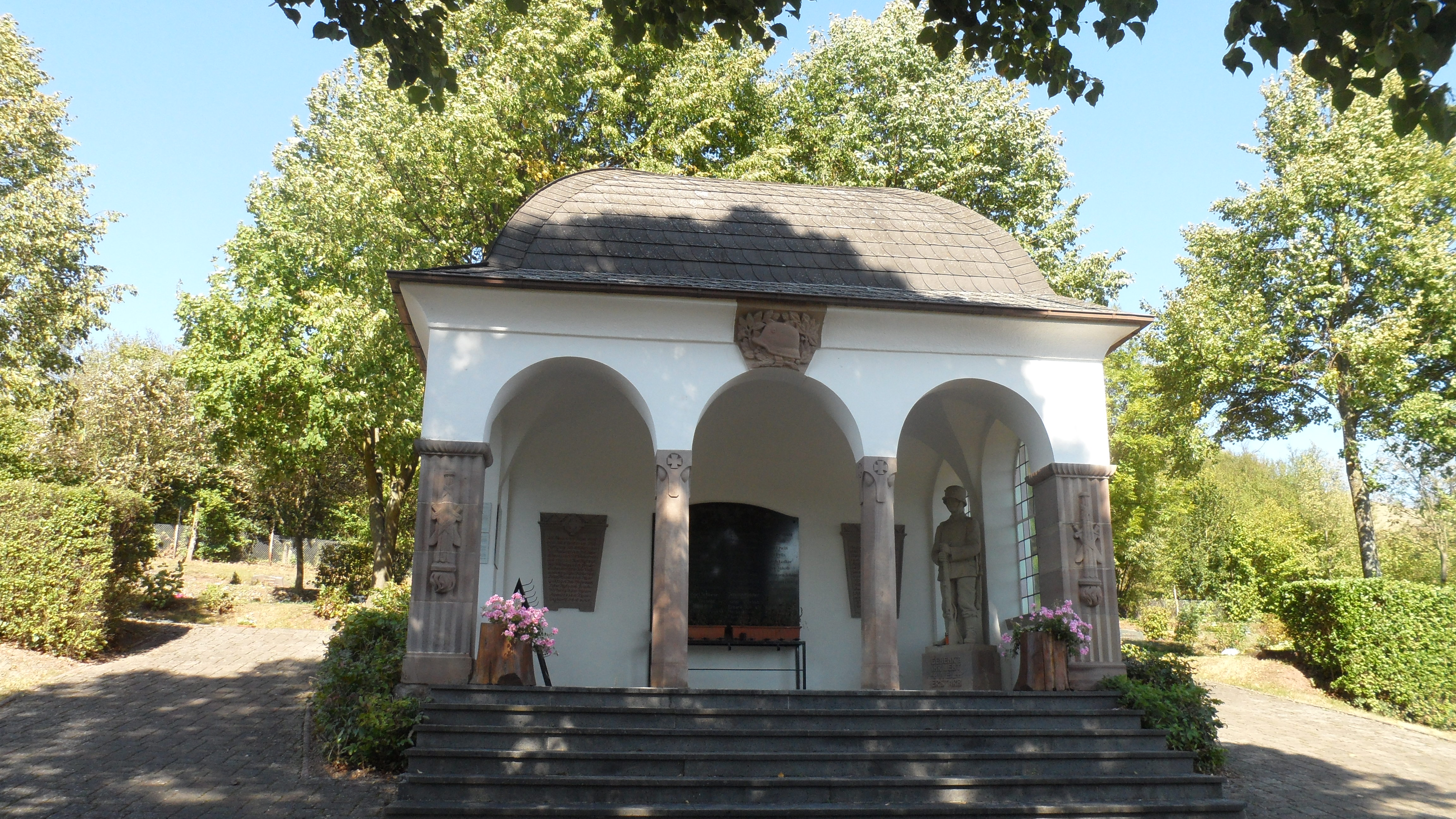
Auf dem Friedhof, Arkadenhalle mit Soldatenfigur, 1923
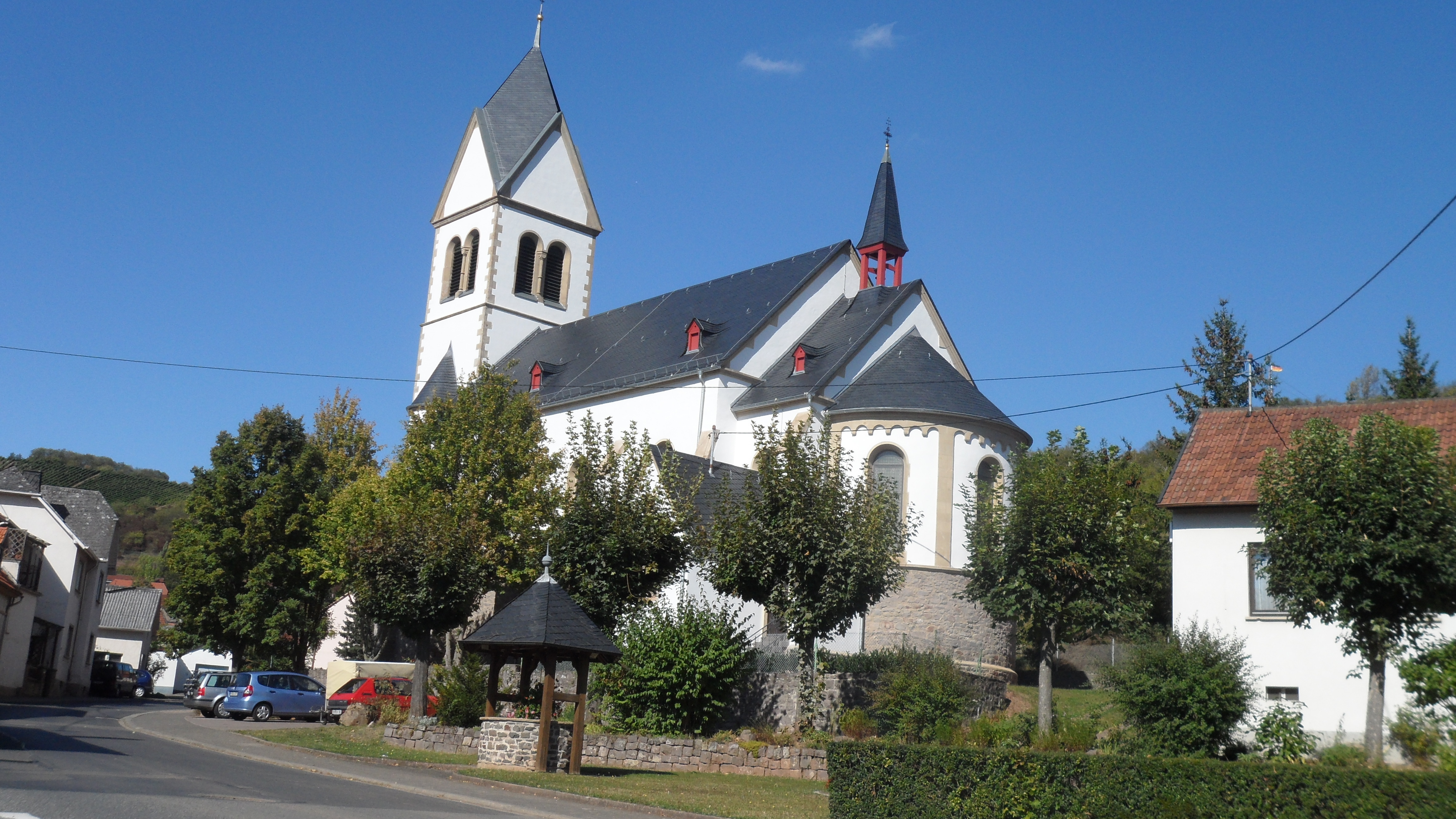
Katholische Kirche St. Laurentius
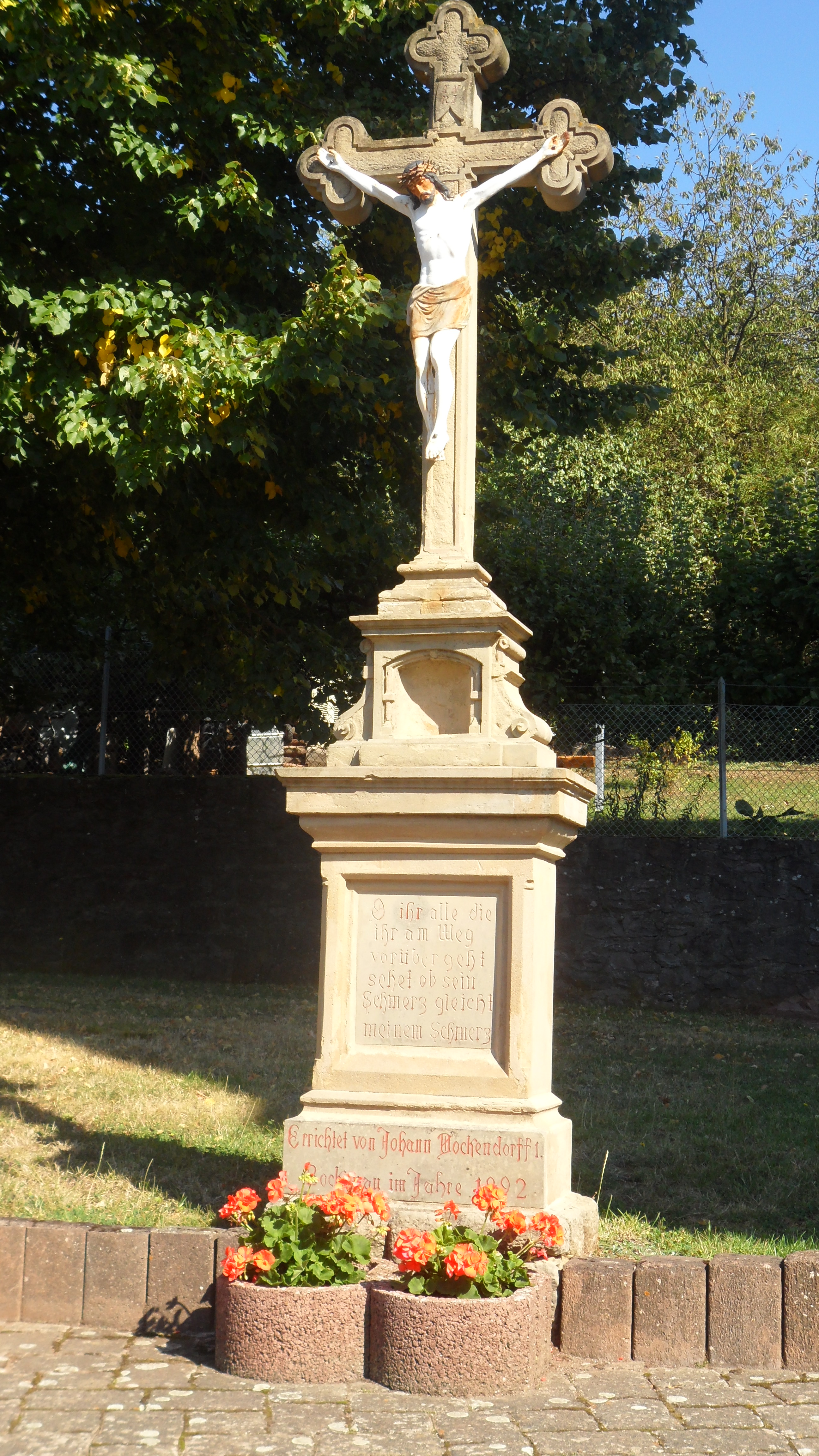
Sandstein-Kruzifix an der Kath. Kirche
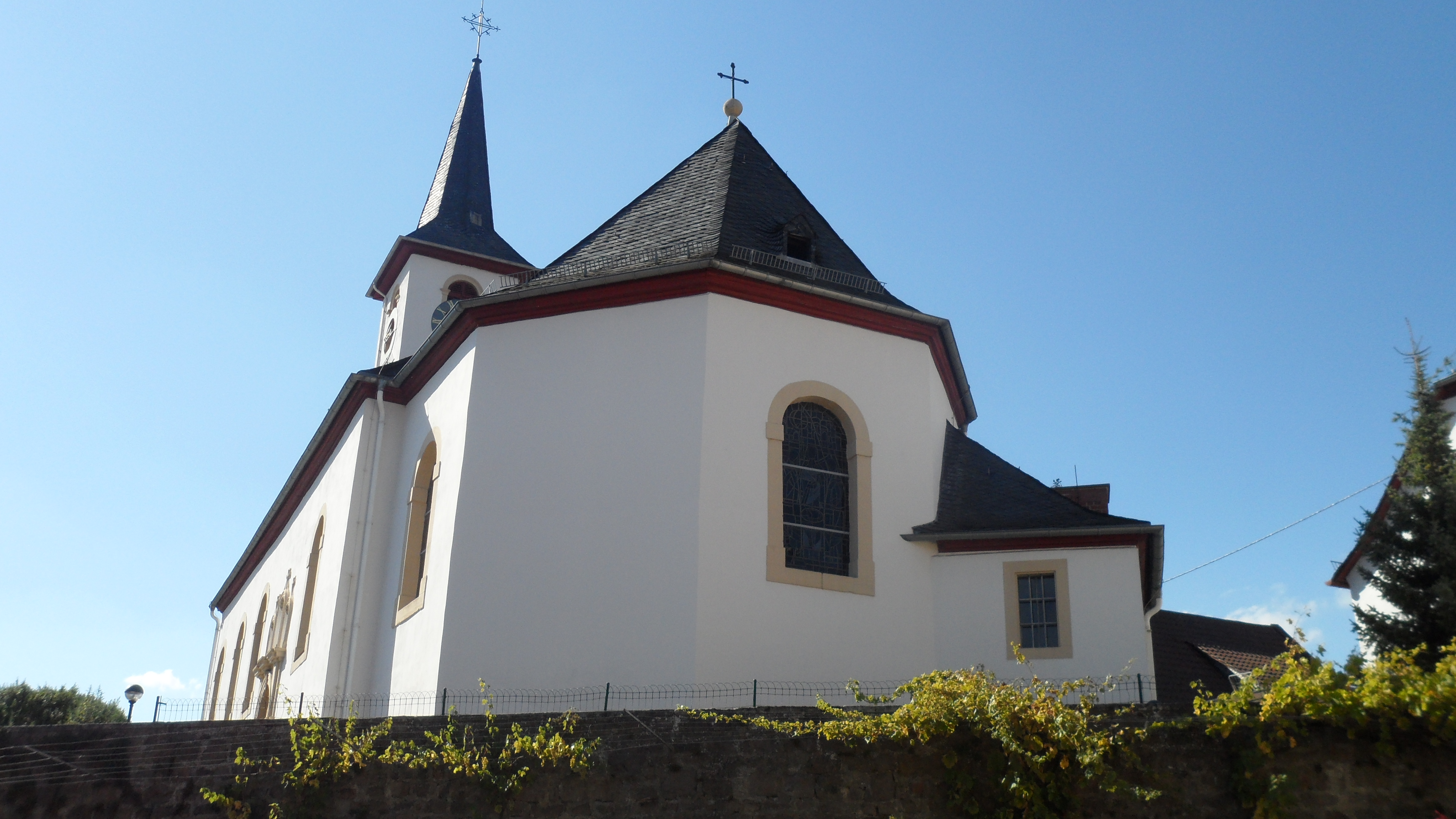
Evangelische Pfarrkirche
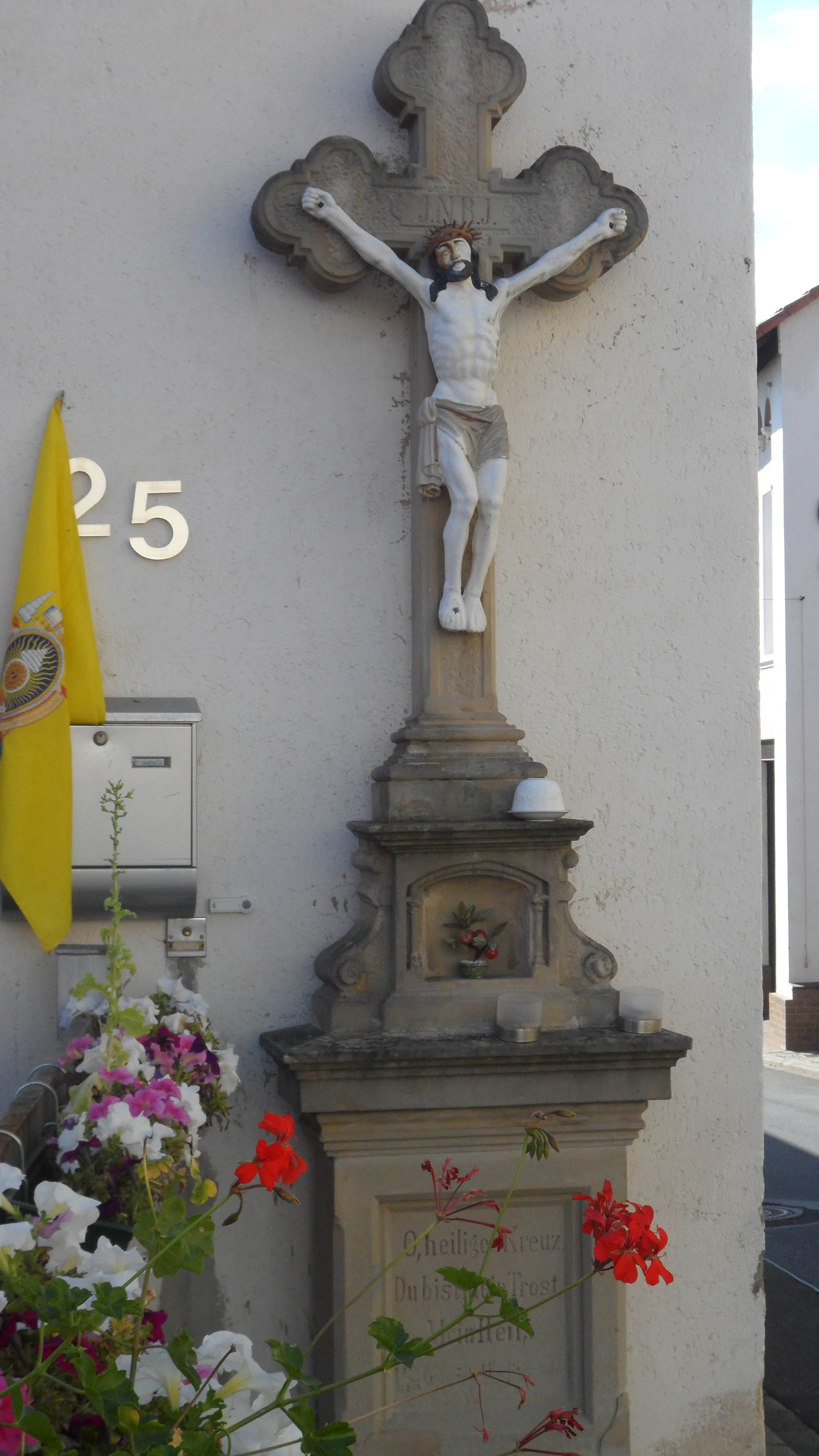
Spätgründerzeitliches Sandstein-Kruzifix, 1903
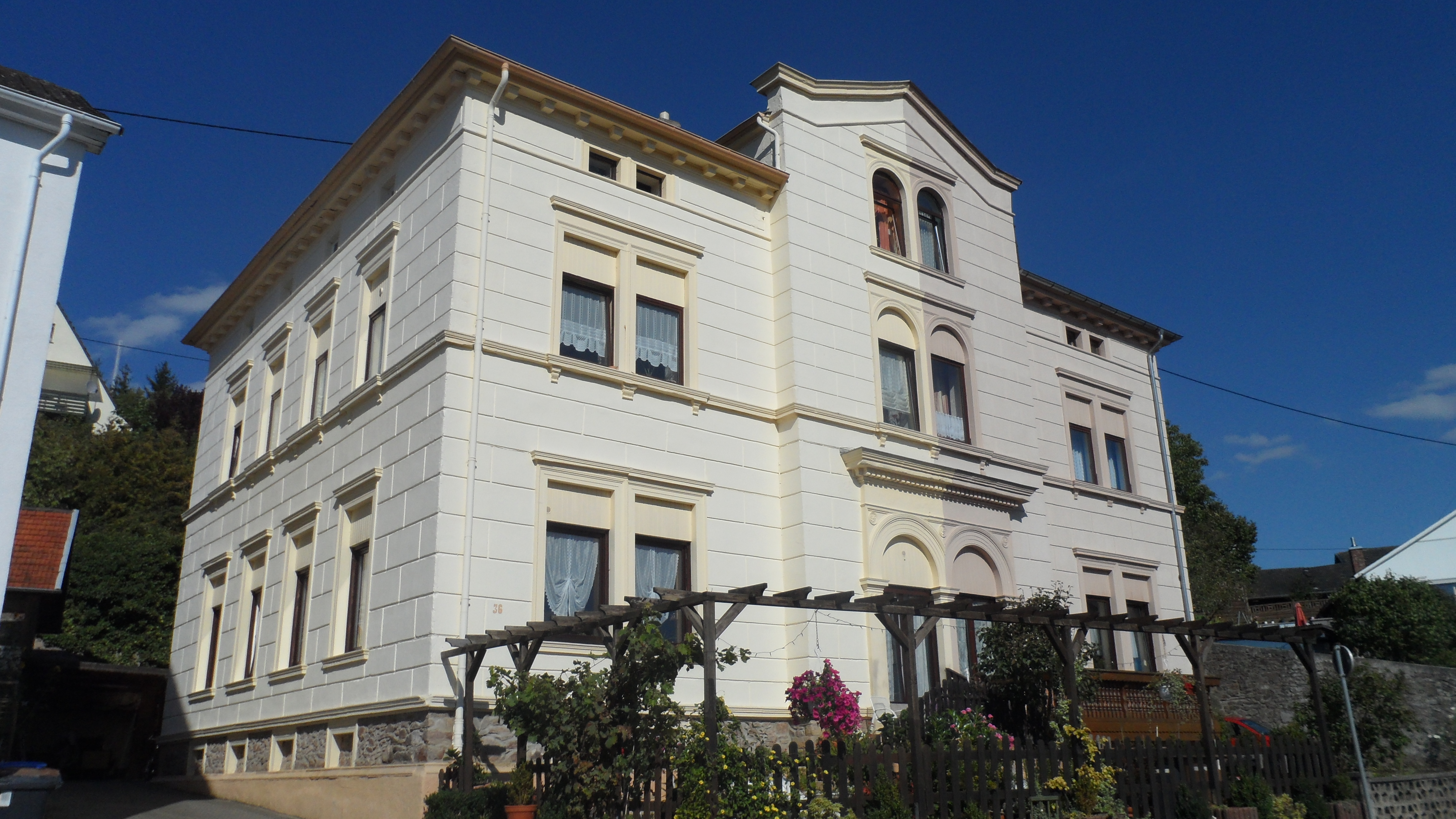
Ehemalige katholische Schule um 1880

## Wirtschaft und Infrastruktur
Die Gesenkschmiede der Firma Musashi ist mit dem neu ausgebauten Werk der größte Arbeitgeber vor Ort und sichert zusammen mit dem nahe gelegenen Standort Bad Sobernheim über 1200 qualifizierte Arbeitsplätze. Überregional bekannt ist das 12,5 Hektar große Weingut Schäfer-Fröhlich, das dem Verband Deutscher Prädikatsweingüter (VDP) angehört.

## Verkehr
Im Süden verläuft die seit 2008 vierspurig ausgebaute Bundesstraße 41 durch die Nachbargemeinde Waldböckelheim.
Bockenau besaß von 1895 bis 1936 einen Bahnhof an der schmalspurigen Strecke Bad Kreuznach–Winterburg. Omnibusse und ein Lastkraftwagen lösten deren Verkehr ab. Der nächstgelegene Bahnhof ist heute der Bahnhof Bad Sobernheim. Er liegt an der Nahetalbahn Bingen–Saarbrücken mit umsteigefreier Verbindung mit dem Regional-Express über Mainz nach Frankfurt am Main.
Im Nordwesten befindet sich in fünf Kilometern Entfernung der stillgelegte Militärflugplatz Pferdsfeld sowie nach weiteren 35 Kilometern der Flughafen Frankfurt-Hahn.

## In Bockenau geboren
- Johann Friedrich Abegg (1761–1840), Kaufmann und Senator in Bremen
- Rudolf Desch (1911–1997), Komponist und Professor